# Ringer-Weltmeisterschaften 2022

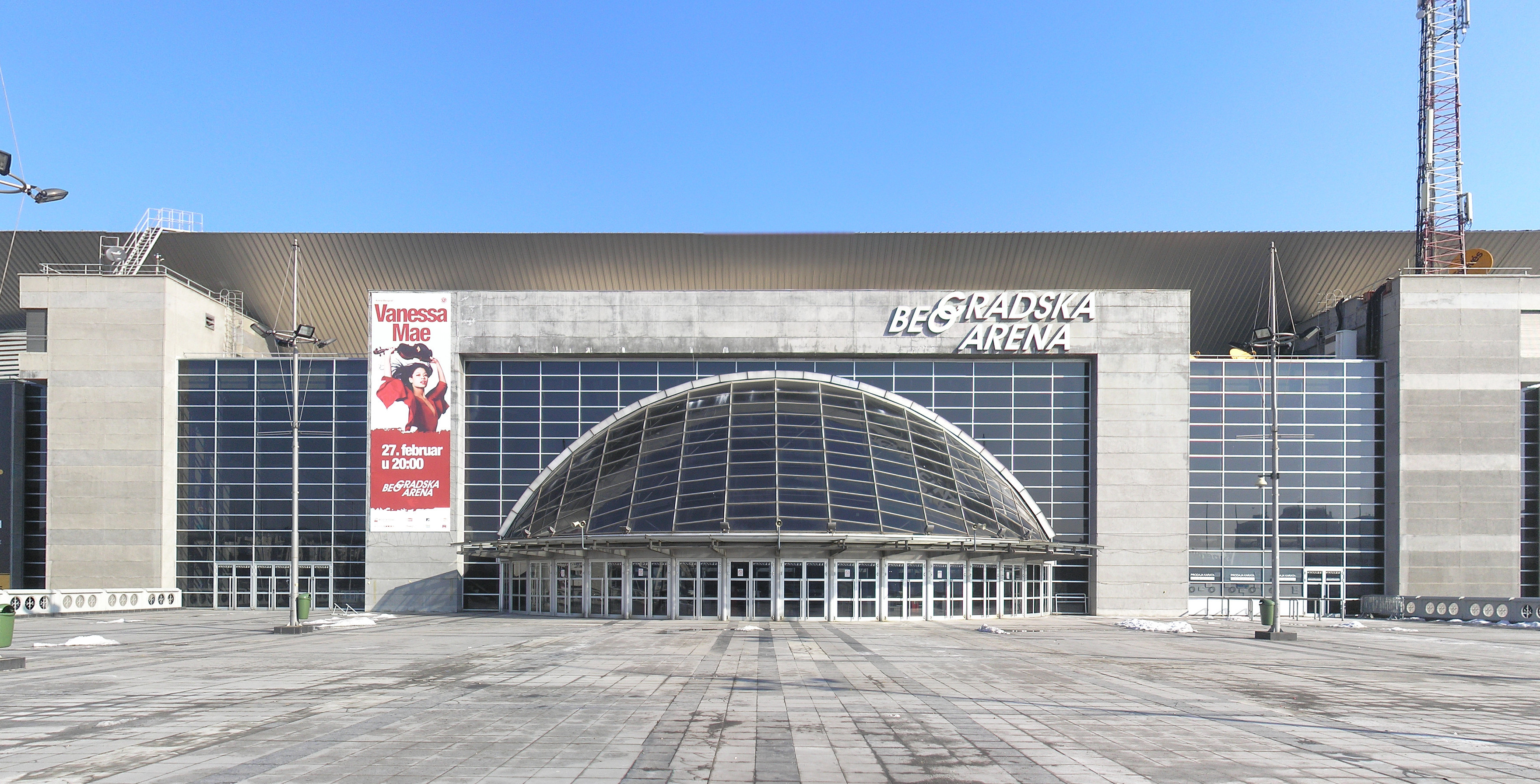
Štark-Arena Belgrad

Die Ringer-Weltmeisterschaften 2022 fanden zwischen dem 10. und dem 18. September in der serbischen Hauptstadt Belgrad statt. Der Austragungsort des vom internationalen Amateur-Ringer-Verband United World Wrestling (UWW) veranstalteten Turniers war die Štark-Arena.
Die Weltmeisterschaften umfassten Wettkämpfe in jeweils zehn Gewichtsklassen in den Disziplinen Freistil der Frauen, Freistil der Männer sowie griechisch-römischer Stil der Männer.

## Zeitplan
In jeder Gewichtsklasse fanden ab vormittags Qualifikationsrunden und nachmittags oder abends Halbfinalkämpfe statt. Die Finals wurden ab dem zweiten Wettkampftag täglich ab 18 Uhr ausgetragen.
| Wettkämpfe                                              | Zeitraum                   |
| ------------------------------------------------------- | -------------------------- |
| Gewichtsklassen der Männer im griechisch-römischen Stil | 10. bis 13. September 2022 |
| Freistil-Gewichtsklassen der Frauen                     | 12. bis 15. September 2022 |
| Freistil-Gewichtsklassen der Männer                     | 15. bis 18. September 2022 |

## Teilnehmer
Bei den Weltmeisterschaften 2022 waren 198 Athletinnen und 561 Athleten aus 77 Nationen angemeldet.
Russische und Belarussische Ringer waren von den Wettkämpfen ausgeschlossen.

### Deutsches Team
- Freistil Frauen[3]
  - Lisa Ersel (bis 50 kg)
  - Nina Hemmer (bis 55 kg)
  - Sandra Paruszewski (bis 57 kg)
  - Elena Brugger (bis 59 kg)
  - Luisa Niemesch (bis 62 kg)
  - Lilly Schneider (bis 72 kg)
  - Francy Rädelt (bis 76 kg)
- Freistil Männer[4]
  - Horst Lehr (bis 57 kg)
  - Alexander Semisorow (bis 65 kg)
  - Kevin Henkel (bis 70 kg)
  - Lars Schäfle (bis 86 kg)
  - Johannes Mayer (bis 92 kg)
  - Erik Thiele (bis 97 kg)
  - Gennadij Cudinovic (bis 125 kg)
- Griechisch-römischer Stil Männer[5]
  - Fabian Schmitt (bis 55 kg)
  - Etienne Kinsinger (bis 60 kg)
  - Abdolmohammad Papi (bis 63 kg)
  - Witalis Lazovski (bis 67 kg)
  - Samuel Bellscheidt (bis 72 kg)
  - Idris Ibaev (bis 77 kg)
  - Roland Schwarz (bis 82 kg)
  - Hannes Wagner (bis 87 kg)
  - Lucas Lazogianis (bis 97 kg)
  - Jello Krahmer (bis 130 kg)

### Österreichisches Team
- Freistil Frauen
  - Martina Kuenz (bis 76 kg)
- Freistil Männer
  - Simon Marchl (bis 74 kg)
  - Benjamin Greil (bis 86 kg)
- Griechisch-römischer Stil Männer
  - Michael Wagner (bis 87 kg)
  - Daniel Gastl (bis 97 kg)

### Schweizer Team
- Freistil Männer[6]
  - Marc Dietsche (bis 70 kg)
  - Stefan Reichmuth (bis 86 kg)
  - Samuel Scherrer (bis 97 kg)
- Griechisch-römischer Stil Männer
  - Andreas Vetsch (bis 67 kg)
  - Fabio Dietsche (bis 77 kg)
  - Damian Von Euw (bis 87 kg)
  - Delian Alishahi (bis 130 kg)

## Ergebnisse

### Männer – Freistil
| Klasse | Gold                | Silber                   | Bronze                   |
| ------ | ------------------- | ------------------------ | ------------------------ |
| 57 kg  | Selimchan Abakarow  | Thomas Gilman            | Dsandanbudyn Dsanabadsar |
| 57 kg  | Selimchan Abakarow  | Thomas Gilman            | Stevan Mićić             |
| 61 kg  | Rei Higuchi         | Reza Atri                | Arsen Harutjunjan        |
| 61 kg  | Rei Higuchi         | Reza Atri                | Narmandachyn Naranchüü   |
| 65 kg  | Rahman Amouzad      | Yianni Diakomihalis      | Ismail Mussukajew        |
| 65 kg  | Rahman Amouzad      | Yianni Diakomihalis      | Bajrang Punia            |
| 70 kg  | Taishi Narikuni     | Zain Retherford          | Ernasar Akmatalijewdi    |
| 70 kg  | Taishi Narikuni     | Zain Retherford          | Surabi Iakobischwili     |
| 74 kg  | Kyle Dake           | Taimuras Salkasanow      | Younes Emami             |
| 74 kg  | Kyle Dake           | Taimuras Salkasanow      | Frank Chamizo            |
| 79 kg  | Jordan Burroughs    | Mohammad Nokhodi         | Arsalan Budaschapow      |
| 79 kg  | Jordan Burroughs    | Mohammad Nokhodi         | Wasil Michailow          |
| 86 kg  | David Morris Taylor | Hassan Yazdani           | Boris Makojew            |
| 86 kg  | David Morris Taylor | Hassan Yazdani           | Asamat Dauletbekow       |
| 92 kg  | Kamran Ghasempour   | J’den Cox                | Mirian Maissuradse       |
| 92 kg  | Kamran Ghasempour   | J’den Cox                | Osman Nurmagomedow       |
| 97 kg  | Kyle Snyder         | Batyrbek Zakulow         | Magomedchan Magomedow    |
| 97 kg  | Kyle Snyder         | Batyrbek Zakulow         | Giwi Matscharaschwili    |
| 125 kg | Taha Akgül          | Mönchtöriin Lchagwagerel | Geno Petriaschwili       |
| 125 kg | Taha Akgül          | Mönchtöriin Lchagwagerel | Amir Hossein Zare        |

### Männer – Griechisch-römischer Stil
| Klasse | Gold                       | Silber                 | Bronze               |
| ------ | -------------------------- | ---------------------- | -------------------- |
| 55 kg  | Eldaniz Azizli             | Nugsari Zurzumia       | Yu Shiotani          |
| 55 kg  | Eldaniz Azizli             | Nugsari Zurzumia       | Jasurbek Ortikboev   |
| 60 kg  | Dscholoman Scharschenbekow | Edmond Armen Nasarjan  | Aidos Sultanghali    |
| 60 kg  | Dscholoman Scharschenbekow | Edmond Armen Nasarjan  | Ken’ichirō Fumita    |
| 63 kg  | Sebastian Nađ              | Leri Abuladse          | Tuo Erbatu           |
| 63 kg  | Sebastian Nađ              | Leri Abuladse          | Taleh Məmmədov       |
| 67 kg  | Mate Nemeš                 | Mohammadreza Geraei    | Amantur Ismailow     |
| 67 kg  | Mate Nemeš                 | Mohammadreza Geraei    | Həsrət Cəfərov       |
| 72 kg  | Ali Arsalan                | Ülvi Qənizadə          | Andrij Kulyk         |
| 72 kg  | Ali Arsalan                | Ülvi Qənizadə          | Selçuk Can           |
| 77 kg  | Akdschol Machmudow         | Zoltán Lévai           | Malchas Amojan       |
| 77 kg  | Akdschol Machmudow         | Zoltán Lévai           | Yunus Emre Başar     |
| 82 kg  | Burhan Akbudak             | Jalgasbay Berdimuratov | Tamás Lévai          |
| 82 kg  | Burhan Akbudak             | Jalgasbay Berdimuratov | Jaroslaw Filtschakow |
| 87 kg  | Surab Datunaschwili        | Turpal Bisultanov      | Dávid Losonczi       |
| 87 kg  | Surab Datunaschwili        | Turpal Bisultanov      | Ali Cengiz           |
| 97 kg  | Artur Aleksanjan           | Kiril Milow            | Mohammad Hadi Saravi |
| 97 kg  | Artur Aleksanjan           | Kiril Milow            | Arif Niftullayev     |
| 130 kg | Rıza Kayaalp               | Amin Mirzazadeh        | Mantas Knystautas    |
| 130 kg | Rıza Kayaalp               | Amin Mirzazadeh        | Alin Alexuc-Ciurariu |

### Frauen – Freistil
| Klasse | Gold                | Silber                        | Bronze                  |
| ------ | ------------------- | ----------------------------- | ----------------------- |
| 50 kg  | Yui Susaki          | Dolgordschawyn Otgondschargal | Sarah Hildebrandt       |
| 50 kg  | Yui Susaki          | Dolgordschawyn Otgondschargal | Anna Łukasiak           |
| 53 kg  | Dominique Parrish   | Batchujagiin Chulan           | Vinesh Phogat           |
| 53 kg  | Dominique Parrish   | Batchujagiin Chulan           | Maria Prevolaraki       |
| 55 kg  | Mayu Shidochi       | Oleksandra Chomenez           | Xie Mengyu              |
| 55 kg  | Mayu Shidochi       | Oleksandra Chomenez           | Karla Godinez           |
| 57 kg  | Tsugumi Sakurai     | Helen Maroulis                | Anhelina Lysak          |
| 57 kg  | Tsugumi Sakurai     | Helen Maroulis                | Alina Hruschyna-Akobija |
| 59 kg  | Anastasia Nichita   | Grace Bullen                  | Jowita Wrzesień         |
| 59 kg  | Anastasia Nichita   | Grace Bullen                  | Sakura Motoki           |
| 62 kg  | Nonoka Ozaki        | Kayla Miracle                 | Ilona Prokopewnjuk      |
| 62 kg  | Nonoka Ozaki        | Kayla Miracle                 | Luo Xiaojuan            |
| 65 kg  | Miwa Morikawa       | Long Jia                      | Mallory Velte           |
| 65 kg  | Miwa Morikawa       | Long Jia                      | Koumba Larroque         |
| 68 kg  | Tamyra Mensah-Stock | Ami Ishii                     | Linda Morais            |
| 68 kg  | Tamyra Mensah-Stock | Ami Ishii                     | Irina Rîngaci           |
| 72 kg  | Amit Elor           | Schamila Bakbergenowa         | Alexandra Anghel        |
| 72 kg  | Amit Elor           | Schamila Bakbergenowa         | Masako Furuichi         |
| 76 kg  | Yasemin Adar        | Samar Amer                    | Yūka Kagami             |
| 76 kg  | Yasemin Adar        | Samar Amer                    | Epp Mäe                 |

## Medaillenspiegel
| Rang  | Land                | Gold | Silber | Bronze | Gesamt |
| ----- | ------------------- | ---- | ------ | ------ | ------ |
| 1     | Vereinigte Staaten  | 7    | 6      | 2      | 15     |
| 2     | Japan               | 7    | 1      | 5      | 13     |
| 3     | Türkei              | 4    | 0      | 3      | 7      |
| 4     | Serbien             | 4    | 0      | 1      | 5      |
| 5     | Iran                | 2    | 5      | 3      | 10     |
| 6     | Kirgisistan         | 2    | 0      | 3      | 5      |
| 7     | Aserbaidschan       | 1    | 1      | 5      | 7      |
| 8     | Armenien            | 1    | 0      | 2      | 3      |
| 9     | Moldau              | 1    | 0      | 1      | 2      |
| 10    | Albanien            | 1    | 0      | 0      | 1      |
| 11    | Mongolei            | 0    | 3      | 2      | 5      |
| 12    | Georgien            | 0    | 2      | 4      | 6      |
| 13    | Slowakei            | 0    | 2      | 1      | 3      |
| 14    | Bulgarien           | 0    | 2      | 0      | 2      |
| 15    | Ukraine             | 0    | 1      | 5      | 6      |
| 16    | Ungarn              | 0    | 1      | 3      | 4      |
| 16    | Volksrepublik China | 0    | 1      | 3      | 4      |
| 18    | Kasachstan          | 0    | 1      | 2      | 3      |
| 19    | Usbekistan          | 0    | 1      | 1      | 2      |
| 20    | Ägypten             | 0    | 1      | 0      | 1      |
| 20    | Dänemark            | 0    | 1      | 0      | 1      |
| 20    | Norwegen            | 0    | 1      | 0      | 1      |
| 23    | Polen               | 0    | 0      | 3      | 3      |
| 24    | Indien              | 0    | 0      | 2      | 2      |
| 24    | Kanada              | 0    | 0      | 2      | 2      |
| 24    | Rumänien            | 0    | 0      | 2      | 2      |
| 27    | Estland             | 0    | 0      | 1      | 1      |
| 27    | Frankreich          | 0    | 0      | 1      | 1      |
| 27    | Griechenland        | 0    | 0      | 1      | 1      |
| 27    | Italien             | 0    | 0      | 1      | 1      |
| 27    | Litauen             | 0    | 0      | 1      | 1      |
| Total | Total               | 30   | 30     | 60     | 120    |